# Castello di Rodoni
Il castello di Rodoni o castello di Skanderbeg (in albanese Kalaja e Rodonit; Kalaja e Skënderbeut) è un castello in Albania. Il castello di Rodoni si trova ad un'altitudine di 1 metro, su un promontorio della costa adriatica.

## Panoramica
Il castello di Rodoni si trova sul Capo Rodoni. Dopo il vittorioso primo assedio di Krujë, la Lega di Alessio decise di aumentare le fortificazioni da utilizzare contro l'Impero ottomano. Skanderbeg scelse il promontorio di Rodoni come sede del castello e la costruzione iniziò nel 1450. La cinta muraria del castello, completata intorno al 1452, aveva una lunghezza di 400 metri. Quando iniziò l'assedio di Krujë nel 1466 Scanderbeg si ritirò nel castello di Rodoni da dove lui e la sua famiglia, insieme a molte persone dell'Albania, furono trasportati a Brindisi in 14 navi. Secondo Marino Barlezio questo castello fu distrutto dalle forze ottomane nel 1467.
Nel 1500 il castello fu ricostruito dalla Repubblica di Venezia. Per effetto dell'azione corrosiva delle onde del mare, alcune mura sono oggi sommerse dalle acque dell'Adriatico. Oggi i visitatori possono vedere le mura esterne sul lato destro e la torre nel punto in cui si intersecano.

## Galleria d'immagini

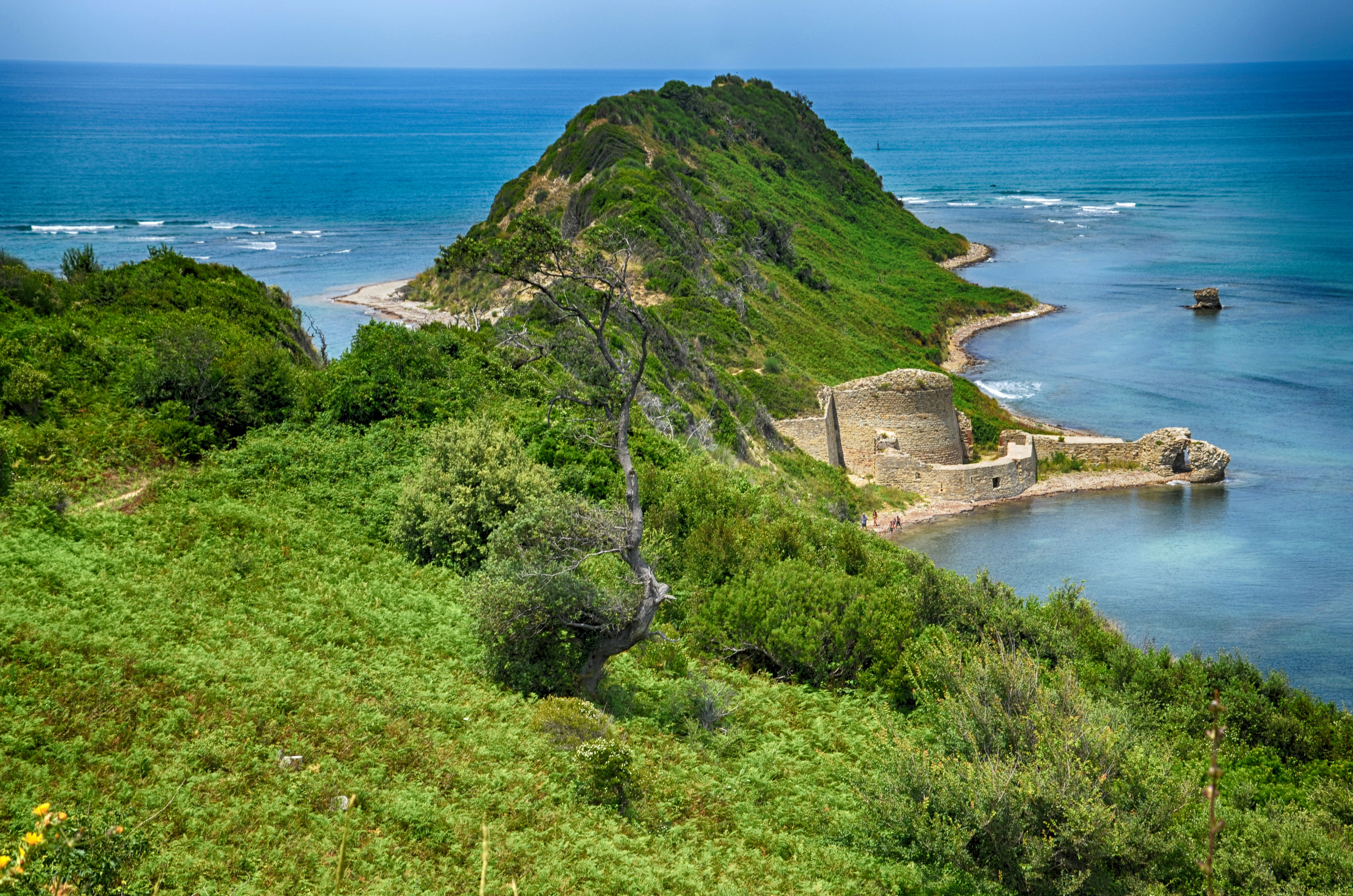
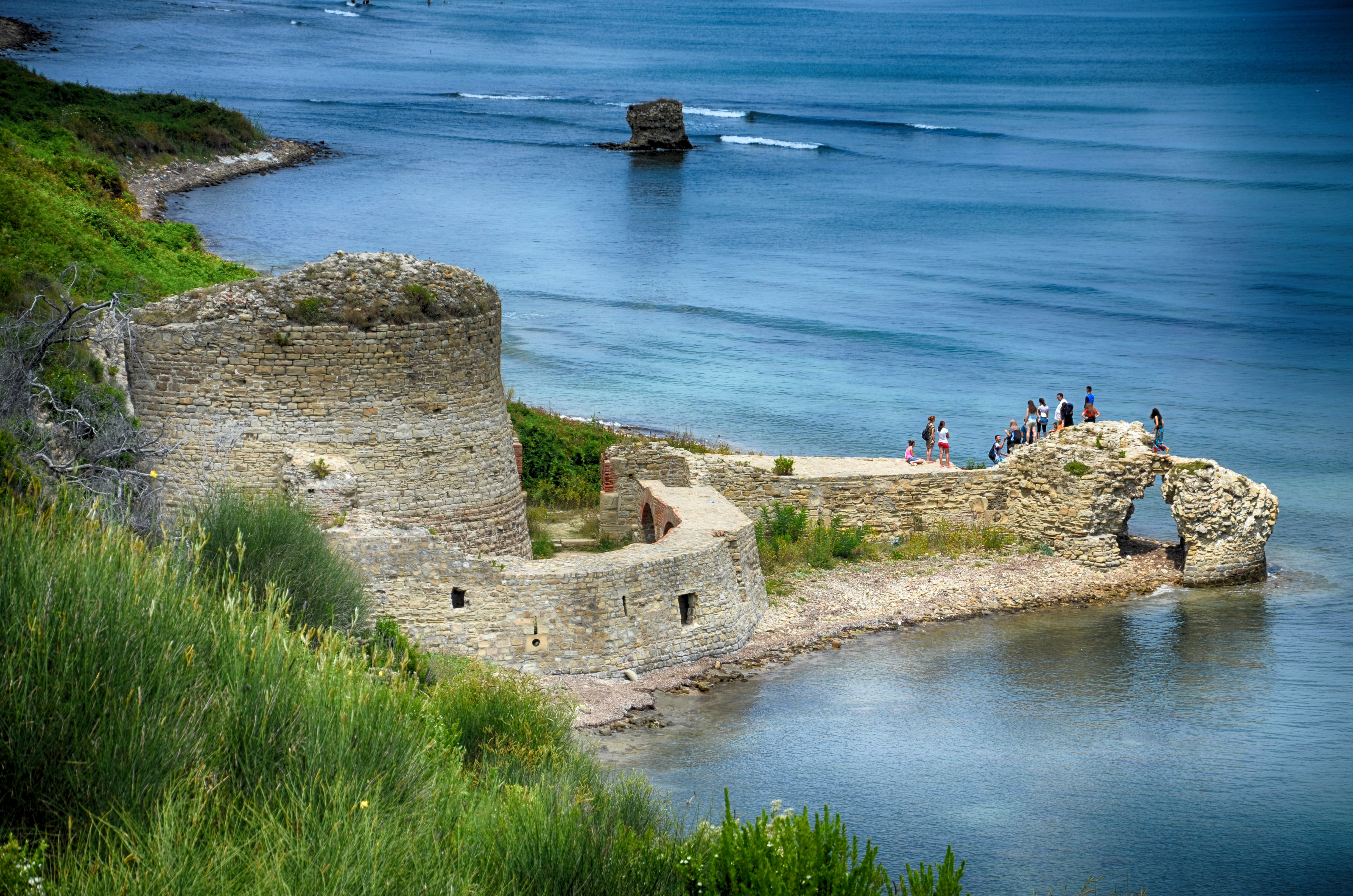
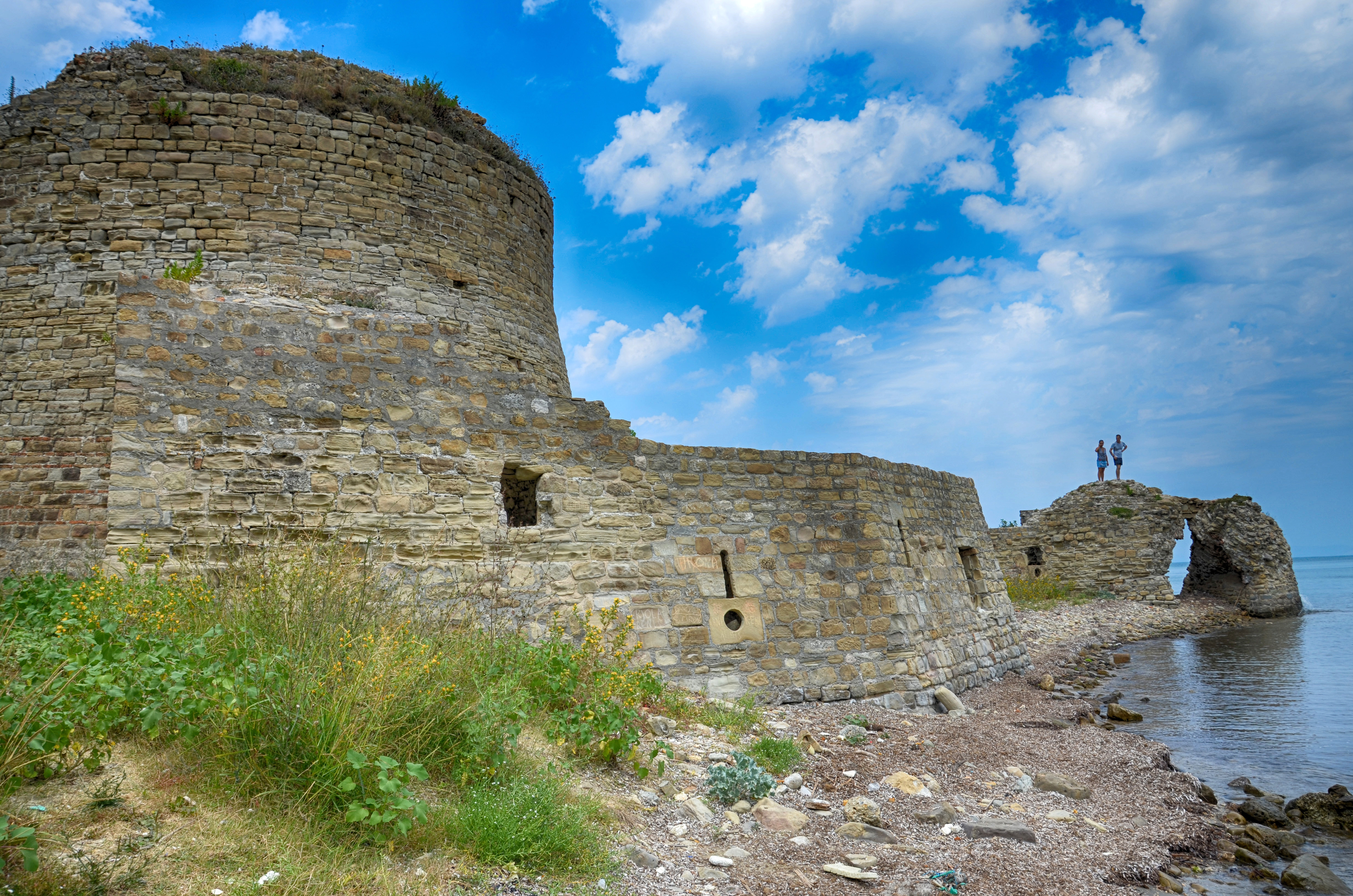
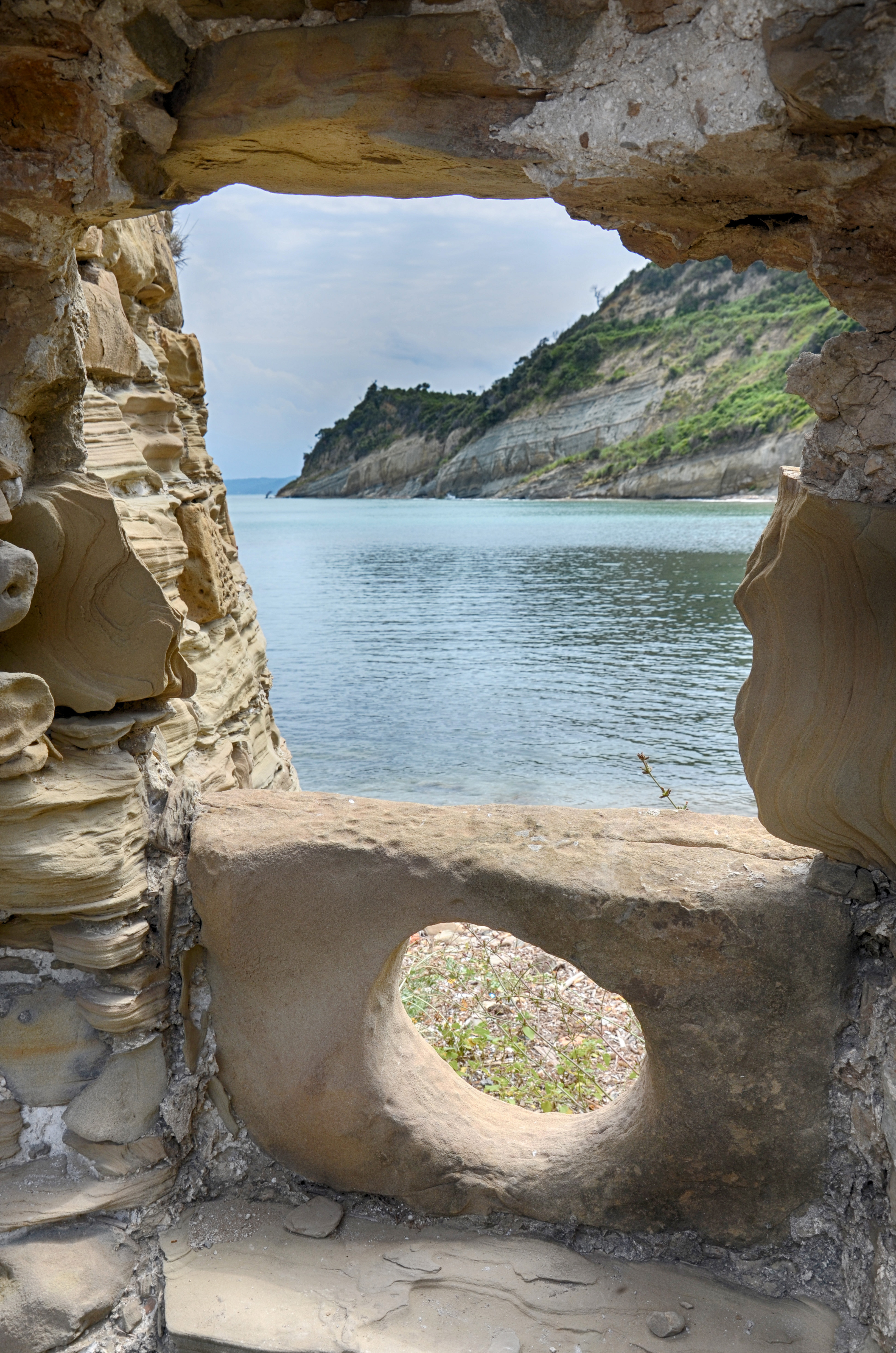
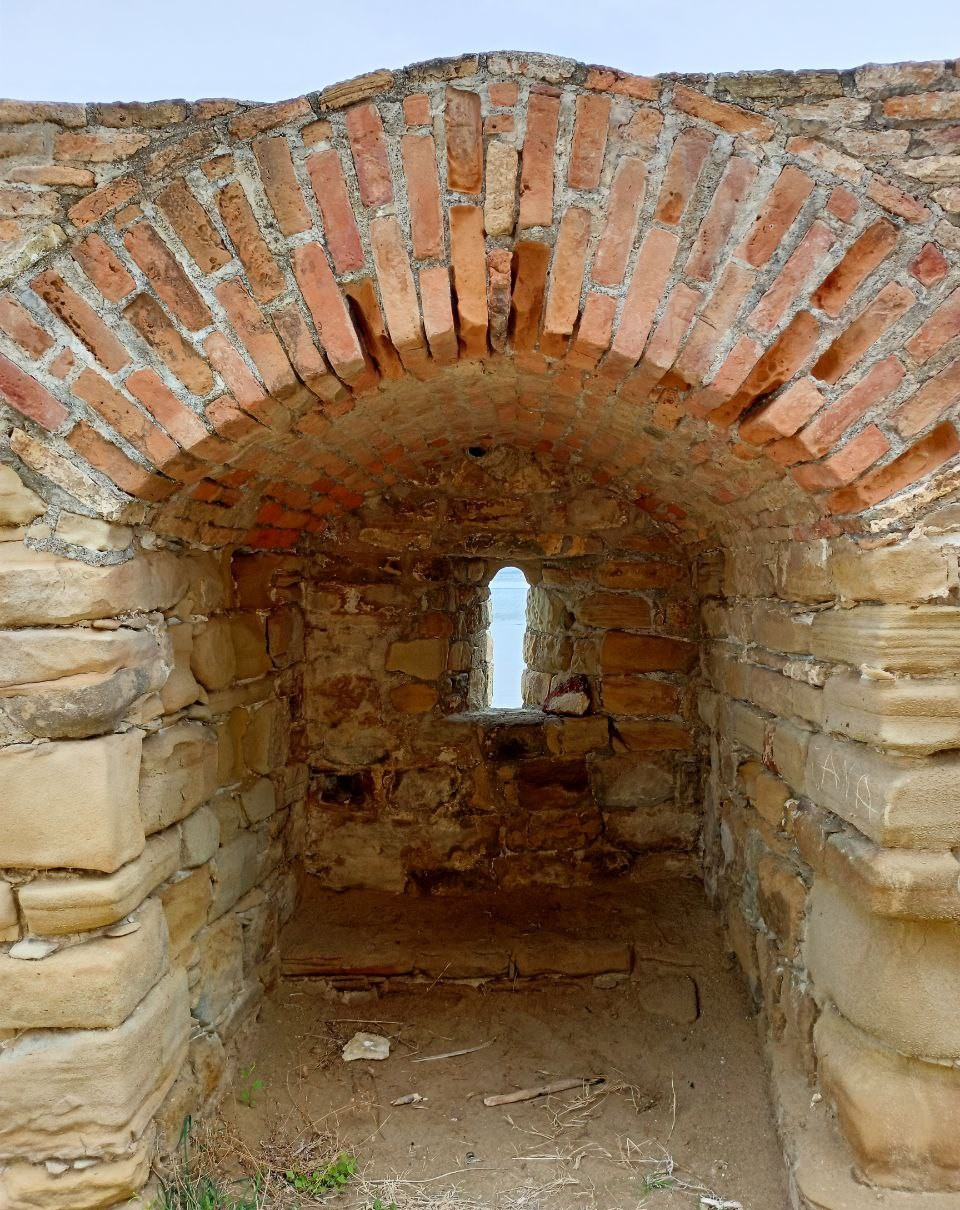